# HKUD Hutovo
Hrvatsko kulturno umjetničko društvo "Hutovo" osnovano je početkom 2011. godine kao udruga koja se bavi proučavanjem i očuvanjem kulturne tradicije Hrvata južne Hercegovine. 

## Osnutak
Ubrzo nakon osnutka društvu pristupa veliki broj članova te se kreće s prikupljanjem podataka o starim običajima, uvježbavanjem plesova i pjesama te izradom tradicionalnih narodnih nošnji hutovskog kraja. 
Društvo ubrzo ostvaruje gotovo 100 nastupa diljem BiH i Hrvatske. Najpoznatiji su po plesu lindže i biračkog kola, zatim trojanca te pletenog kola. Društvo je organizator tradicionalne manifestacije "Ivanjski Krijesovi".
2012. godine u suradnji s HRT-om snimaju dokumentarac Božić u Hutovu koji je na HRT-u prikazan u udarnom obiteljskom terminu na sam Božić 2012. Iste godine je organiziran veliki Božićni koncert u Neumu na kojem su kroz igrokaze i pjesmu predstavili Božićne običaje hutovskog kraja. U svibnju 2013. sudjeluju u snimanju dokumentarnog serijala Od Ivana do Neuma u kojem je televizijske postaja TV1 snimala tradicionalne plesove njihovog kraja. Od važnijih sudjelovanja, još su bili na obaranju Guinnesova rekorda u masovnoj lindži na Stradunu.